# Vol Air Canada 624
Le 29 mars 2015, l'Airbus A320 assurant le vol Air Canada 624, un vol intérieur régulier de passagers reliant Toronto à Halifax, a atterri avant la piste, à 3 h 43 UTC, à cause de la mauvaise visibilité due à des fortes chutes de neige. L'avion a été gravement endommagé et 23 des 138 personnes à bord ont été blessées.

## Avion et équipage
L'appareil impliqué est un Airbus A320-211, équipé de deux moteurs CFM International CFM56-5A1. Immatriculé C-FTJP (numéro de série 233), il a effectué son premier vol le 10 juillet 1991. Au moment de l'incident, il est la propriété de GE Capital Aviation Services (GECAS) qui le loue à Air Canada. À la suite de l'incident, l'appareil est retiré du service.
Le commandant de bord travaille pour Air Canada depuis plus de neuf ans et totalise 11 765 heures de vol à son actif, dont 5 755 heures sur A320. Le copilote travaille pour la compagnie aérienne depuis 15 ans et compte 11 300 heures de vol, dont 6 392 heures sur A320.

## Déroulement des faits

Trajet suivi par le vol 624.

Le vol 624 d'Air Canada a décollé de l'aéroport international Pearson de Toronto (YYZ), à destination de l'aéroport international Stanfield d'Halifax (YHZ), avec 133 passagers et cinq membres d'équipage à bord.
L'A320 assurant le vol s'est posé 738 pieds (225 mètres) avant le seuil de la piste 05, percutant une antenne et perdant son train d'atterrissage. L'appareil percute également une ligne électrique, privant l'aéroport d'énergie électrique pendant 90 minutes. Il a ensuite monté un remblai jusqu'au niveau de la piste, puis a dérapé sur le ventre avant de s'immobiliser 570 mètres après le seuil de piste.
L'avion est sérieusement endommagé : il a perdu ses trois trains d'atterrissage ainsi que son moteur gauche. Les ailes et l’empennage sont également endommagés.
Les conditions météorologiques étaient compliquées au moment de l'incident : l'avion a tenté de se poser dans des conditions tempétueuses, avec de fortes chutes de neige et une faible visibilité.
Au total, 23 blessés (dont les deux pilotes) ont été hospitalisés, certains pour des fractures ou des contusions au visage provoquées par le choc contre les sièges ou d'autres passagers.

## Enquête
L'accident a fait l'objet d'une enquête par le Bureau de la sécurité des transports du Canada (BST). Plusieurs enquêteurs du Bureau d'enquêtes et d'analyses pour la sécurité de l'aviation civile français (BEA) et deux conseillers techniques d'Airbus se sont rendus au Canada pour participer à l'enquête. À la suite de l'accident, Air Canada a révisé sa procédure d'exploitation standard incorrecte pour l'Airbus A320.
Le rapport final, publié en mai 2017, n'a révélé aucune défaillance mécanique ayant contribué à l'accident, mais a identifié plusieurs facteurs contributifs. Les enquêteurs ont déterminé que la procédure opérationnelle standard de la compagnie aérienne concernant le mode d'atterrissage sélectionné (guidage via l'angle de trajectoire de descente) reposait trop sur l'automatisation de l'A320 et avait entraîné une perte d'altitude excessive. 
Conformément à la procédure d'exploitation standard, l'équipage n'était pas tenu de surveiller l'altitude de l'avion, ni sa relation avec la piste pour ajuster l'angle de trajectoire de descente après le repère d'approche finale. Par la suite, le commandant de bord et le copilote n'ont pas remarqué, ni réagi au fait que le pilote automatique de l'avion avait sélectionné une trajectoire de descente suivant un angle vertical prononcé, provoquant une chute rapide sous l'altitude minimale de sécurité (MDA). De plus, la visibilité limitée a entravé la capacité de l'équipage à percevoir précisément son environnement.